# Christensen-Gletscher (Bouvetinsel)
Der Christensen-Gletscher (norwegisch Christensenbreen) ist ein Gletscher an der Vogt-Küste der subantarktischen Bouvetinsel. Er mündet 1,5 km östlich der Landspitze Catoodden in den Südatlantik.
Erstmals kartiert wurde er bei der Valdivia-Expedition (1898–1899) unter der Leitung des deutschen Zoologen Carl Chun. Eine neuerliche Kartierung erfolgte im Dezember 1927 bei der Forschungsfahrt der Norvegia unter Kapitän Harald Horntvedt (1879–1946). Dieser benannte den Gletscher nach dem norwegischen Walfangunternehmer Lars Christensen (1884–1965), dem Sponsor dieser Expedition.